# سارا استیل
سارا استیل (انگلیسی: Sarah Steele؛ زادهٔ ۱۶ سپتامبر ۱۹۸۸) بازیگر اهل ایالات متحده آمریکا است. وی از سال ۲۰۰۳ میلادی تاکنون مشغول فعالیت بوده‌است.
از فیلم‌ها یا برنامه‌های تلویزیونی که وی در آن نقش داشته‌است، می‌توان به همسر خوب، کشمکش خوب، مارگارت، اسپانگلیش، فهرست کارها، دانش‌آموز خوب و اجازه اشاره کرد.